# Sandy (Utah)
Sandy – miasto w Stanach Zjednoczonych, w stanie Utah, w hrabstwie Salt Lake. W 2008 roku liczyło 96 660 mieszkańców.